# HNK Suhopolje
El HNK Suhopolje es un equipo de fútbol de Croacia que juega en la 1. ZNL, la quinta división de fútbol en el país.

## Historia
Fue fundado en el año 1912 en la ciudad de Suhopolje en la región de Eslavonia y han vivido varias épocas distintas como parte del Reino de Italia, el Reino de Yugoslavia y la desaparecida Yugoslavia, con el común denominador de que en todas ellas estuvieron vagando en las divisiones regionales de Eslavonia.
Tras la caída de Yugoslavia, la independencia de Croacia y la Guerra de Bosnia, el club pasó a una realidad diferente, cambiando su nombre por el de Mladost 127, llegando a jugar en la Prva HNL, la primera división de fútbol en Croacia por primera vez en la temporada de 1995/96 bajo un formato de zonas de clasificación, y han disputado más de 100 partidos en la máxima categoría.

## Palmarés
- Treća HNL – Norte (1): 2005–06
- Treća HNL – Este (2): 2007–08, 2012-13

## Jugadores

### Jugadores destacados
- Kristijan Dumensic
- Iván Kelecic